# Rotundan, Norra Bantorget

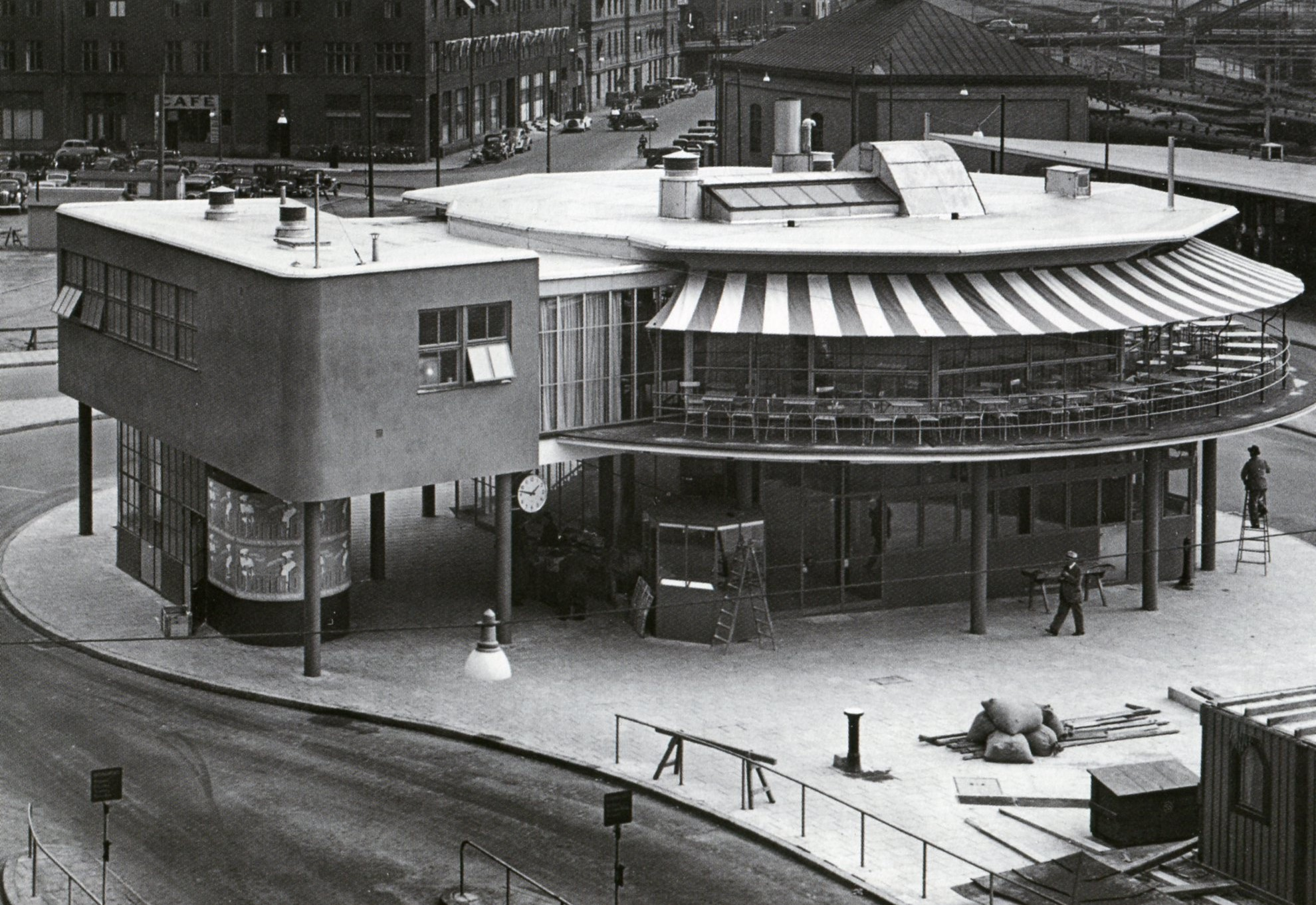
Rotundan invigningsdagen 20 september 1938.

Rotundan var en byggnad vid Norra Bantorget i Stockholm. Den paviljongliknande busstationen uppfördes under slutet av 1930-talet efter ritningar av arkitekten Holger Blom och revs år 2006.
Mellan 1938 och 1971 var Holger Blom stadsträdgårdsmästare i Stockholms stad. Som sådan utvecklade han inte bara Stockholms parker utan ritade även ett antal byggnader för staden. En av dem var Svampen vid Stureplan, en annan var den uppmärksammade Rotundan vid västra sidan av Norra Bantorget, som stod färdig  den 20 september 1938. Byggnaden hade en utpräglad funktionalistisk gestaltning och påminde med sin lätta elegans mycket om Gunnar Asplunds utställningsbyggnader på Stockholmsutställningen 1930.

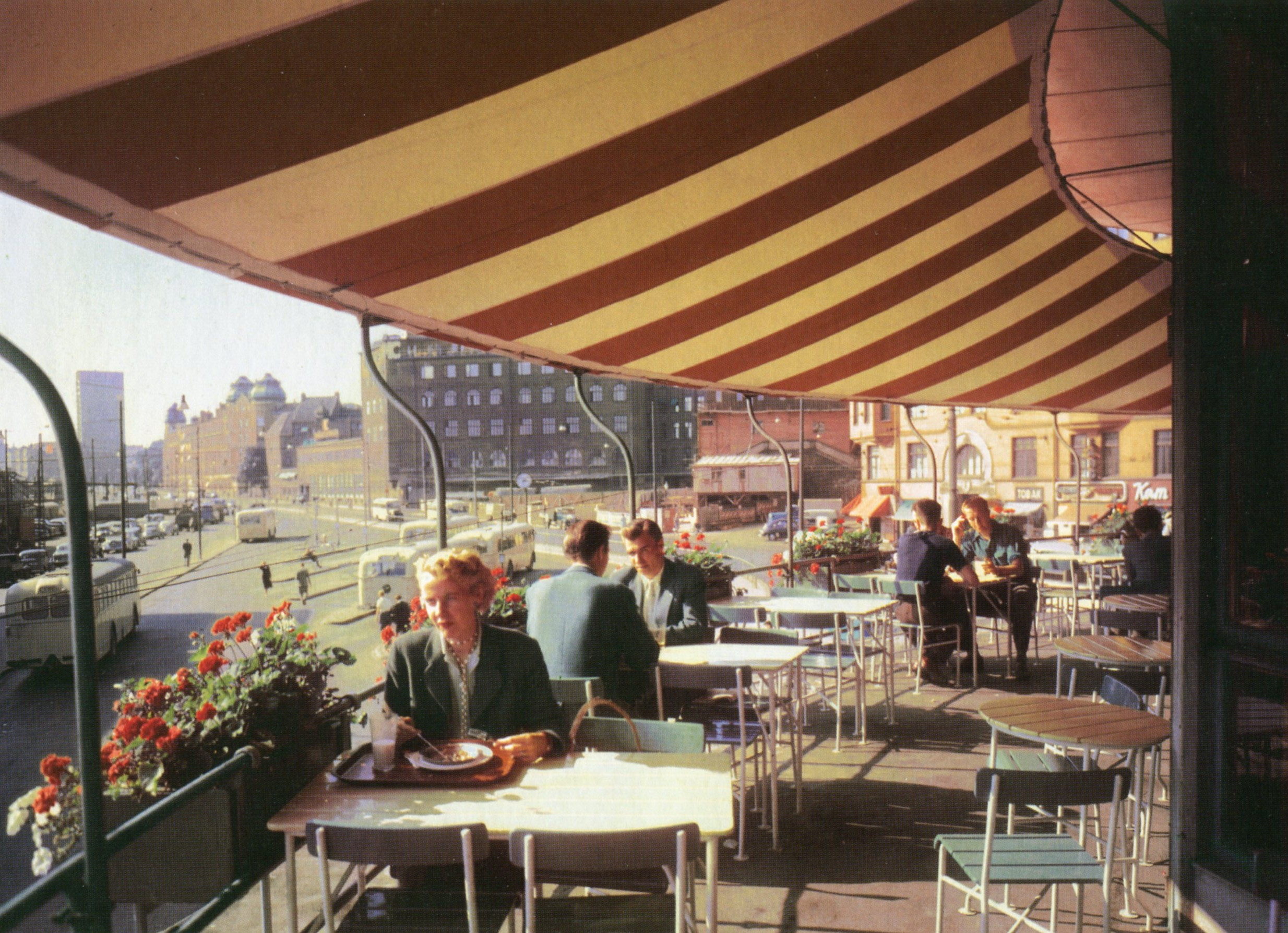
Rotundans terrass 1955.

Byggnaden kallades "Rotundan" på grund av sin runda form. Det var en tvåvåningsbyggnad med en rund del och en rektangulär fortsättning mot Norra Bantorget. Hela anläggningen liksom "svävade" på pelare. I bottenvåningen fanns vänthall, biljettkur och personalrum och övervåningen var en restaurang. Karakteristiskt var den runda röd-vitrandiga markisen som löpte runt hela övervåningen och sträckte sig över restaurangens sittplatser på takterrassen. Restaurangen öppnade samtidigt med busstationen och hade en nyhet från USA, nämligen självservering; kunderna kunde själva hämta sig sin mat vid en barservering och tar ut den på terrassen.
Rotundan var under många år en viktig knutpunkt för buss- och spårvagnstrafiken norrut. Med tiden förlorade Rotundan sin betydelse som busstation i takt med att tunnelbana och pendeltåg övertog trafiken samt att bussterminalen flyttade till Cityterminalen 1989. Under senare år användes den bara som bar och restaurang.
När Rotundan skulle rivas för att ge plats åt nya byggnader vid Norra Bantorgets västra sida vållade det en del protester. Stockholms Stadsmuseum hävdade att byggnaden klassats som historiskt värdefull. I sitt yttrande menade Stadsmuseet att "...byggnaden skulle stå kvar på sin ursprungliga plats som ett landmärke och minne över Stockholms kommunikationshistoria." Stockholms skönhetsråd ansåg att Rotundan representerade ett mycket stort kulturhistoriskt och arkitektoniskt värde som exempel på tidig radikal funktionalism. Men i december 2005 sa stadsbyggnadsnämnden ja till rivning och under februari 2006 revs byggnaden. På platsen uppförde Familjebostäder 55 lägenheter i sju plan.